# Ulica Oświęcimska w Siemianowicach Śląskich
Ulica Oświęcimska w Siemianowicach Śląskich – ulica w zachodniej części Siemianowic Śląskich o długości około 990 metrów i przebiegu południkowym, łącząca od północy Michałkowice z Bytkowem na południu. Na północy krzyżuje się ona na rondzie z ulicami: Maciejkowicką, Kościelną i E. Orzeszkowej, zaś na południu jej przedłużeniem w rejonie przejazdu kolejowego jest ulica Bytkowska. Przy ulicy położony jest zabytkowy kompleks pałacowy z pałacem Rheinbabenów, Parkiem Górnik oraz domem ogrodnika. Ulicą kursują ponadto autobusy ZTM.

## Charakterystyka i przebieg

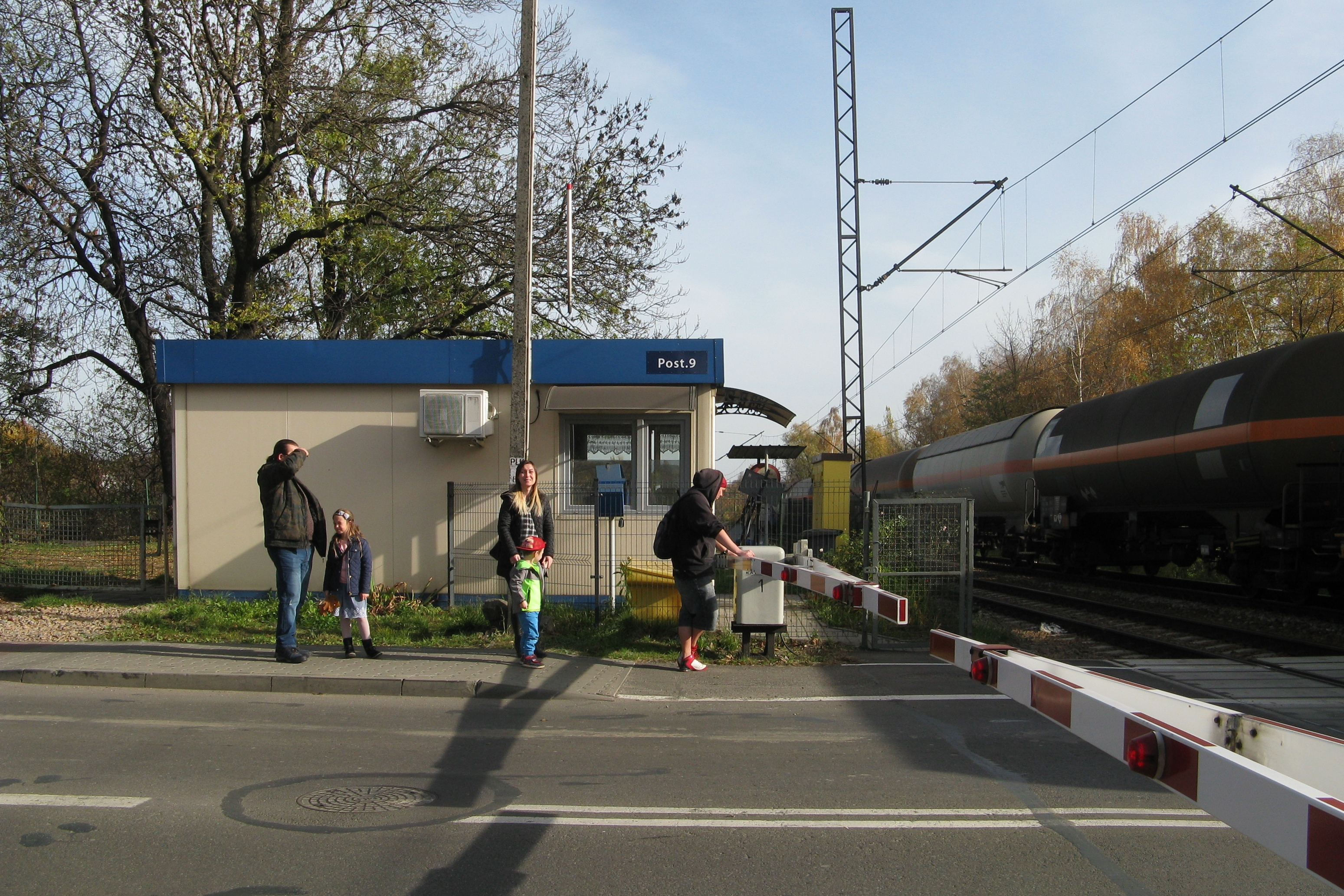
Przejazd kolejowy na końcu ulicy Oświęcimskiej

Ulica Oświęcimska znajduje się w zachodniej części Siemianowic Śląskich, na obszarze dwóch dzielnic: Bytków (południowy fragment ulicy) i Michałkowice – granica dzielnic droga przecina na wysokości skrzyżowania z ulicą Obrońców Warszawy. Numeracja domów zaczyna się od strony północnej. Tam też ulica krzyżuje się na rondzie z ulicami: Maciejkowicką (na zachód; w kierunku Maciejkowic w Chorzowie), Kościelną (na północ; centrum Michałkowic) i E. Orzeszkowej (na wschód; w kierunku Centrum). Droga na całej długości na południkowy przebieg i od strony zachodniej przecina kolejno ulice: gen. W. Sikorskiego, E. Plater, Obrońców Warszawy i R. Traugutta, zaś od strony wschodniej ulice: E. Orzeszkowej (boczne odgałęzienie; plac 11 Listopada), Przedsiębiorców i Łączącą. Łączna długość ulicy wynosi około 990 metrów.
Ulica Oświęcimska jest jedną z ulic w ciągu dróg Siemianowicach Śląskich, biegnących pomiędzy granicą miasta z Katowicami przy wieży telewizyjnej w Bytkowie a granicą z Piekarami Śląskimi na końcu ulicy Tarnogórskiej, która jednocześnie jest jedną z najczęściej uczęszczanych dróg w Siemianowicach Śląskich. Tworzą ją ulice: W. Wróblewskiego, Niepodległości, Bytkowska, Oświęcimska, Kościelna i Tarnogórska.
Ulica Oświęcimska jest drogą powiatową i w systemie TERYT widnieje ona pod numerem 15440. Kod pocztowy na adresów przy ulicy wynosi 41-103. Nawierzchnia ulicy wykonana jest na całej długości z asfaltobetonu. W 2014 roku przy ulicy Oświęcimskiej mieszkało 113 osób. 
Wzdłuż ulicy Oświęcimskiej kursują autobusy organizowane na zlecenie Zarządu Transportu Metropolitalnego (ZTM). Zlokalizowane są tutaj dwa przystanki: Michałkowice Kościół i Michałkowice Park Górnik, przy których zatrzymywało się na początku listopada 2021 roku 12 linii (w tym jedna nocna). Linie te łączą tę część miasta z innymi dzielnicami Siemianowic Śląskich oraz niektórymi miejscowościami Górnośląsko-Zagłębiowskiej Metropolii, w tym z: Chorzowem, Katowicami, Piekarami Śląskimi i Rudą Śląską.

## Historia

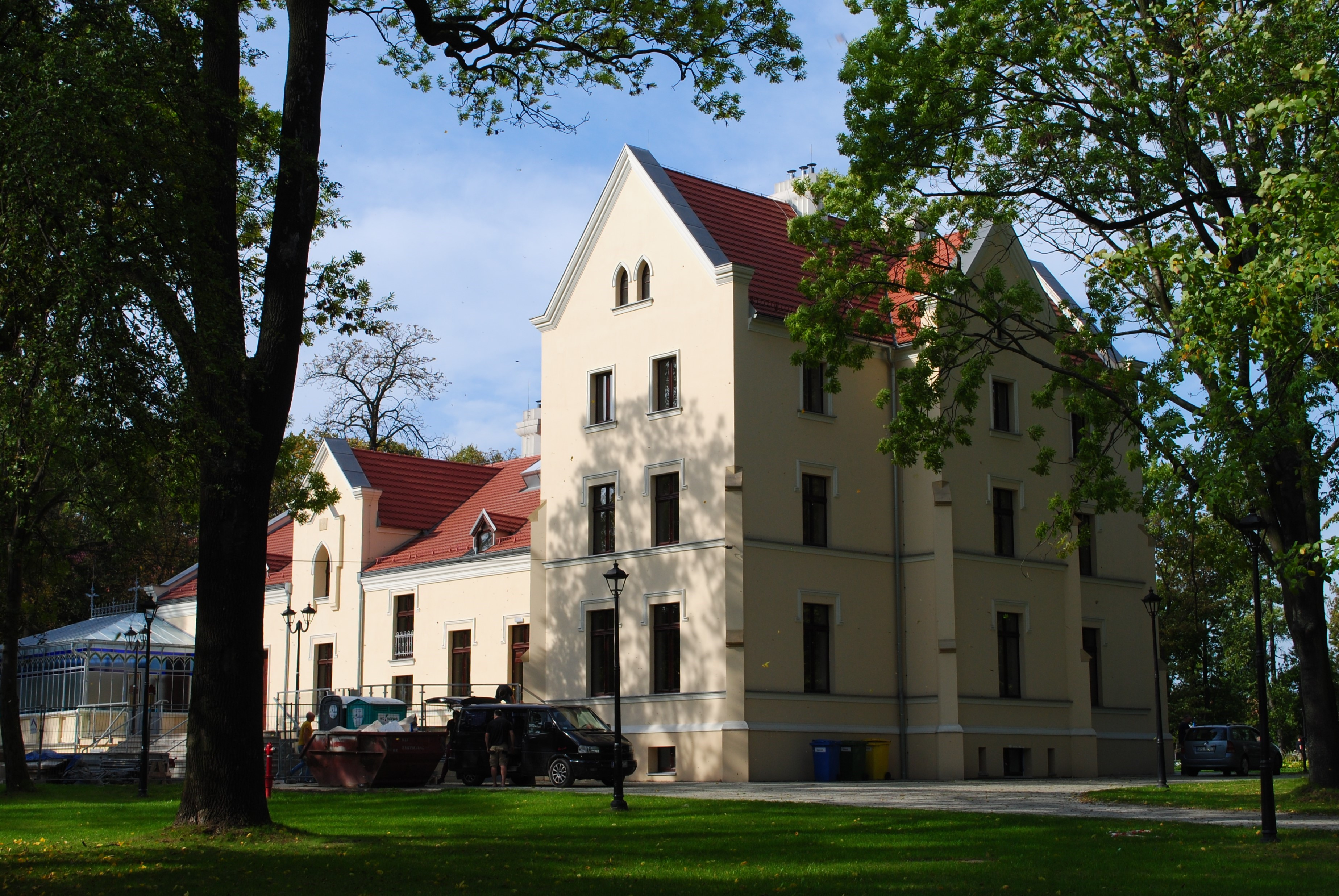
Pałac Rheinbabenów („Zameczek”) od strony Parku Górnik

Obecna ulica Oświęcimska na całej swojej długości zaznaczona jest na mapach wydanych w 1883 i 1901 roku. Wówczas zabudowa koncentrowała się tylko w północnej, michałkowickiej części drogi. Droga ta zaś była wówczas trasą łącząca Michałkowice z Bytkowem. W tym czasie charakterystycznym punktem było miejsce, w którym droga omijała łukiem nieistniejący obecnie stary michałowicki kościół. Jeszcze w I połowie XIX wieku obecna ulica Oświęcimska przy przejeździe kolejowym przecinała potok stanowiący naturalną granicę pomiędzy Michałkowicami a Bytkowem. Potok ten, zwany również Potokiem Bańgowskim, płynął od Chorzowa (Starego) w kierunku dawnej osady Jakubowice, po czym wpadał do Brynicy.
Przy dzisiejszej ulicy Oświęcimskiej znajduje się pałac Rheinbabenów, który swoją ostateczną formę uzyskał do 1910 roku. Michałkowicki pałac od XVI wieku był siedzibą kilku arystokratycznych rodzin. Został on wybudowany on w otoczeniu parku (obecny Park Górnik), na końcu którego znajdowały się zabudowania gospodarcze, a w 1909 roku dla leśniczego i ogrodnika zamkowego powstał neogotycki dom mieszkalny projektu Louisa Dame.

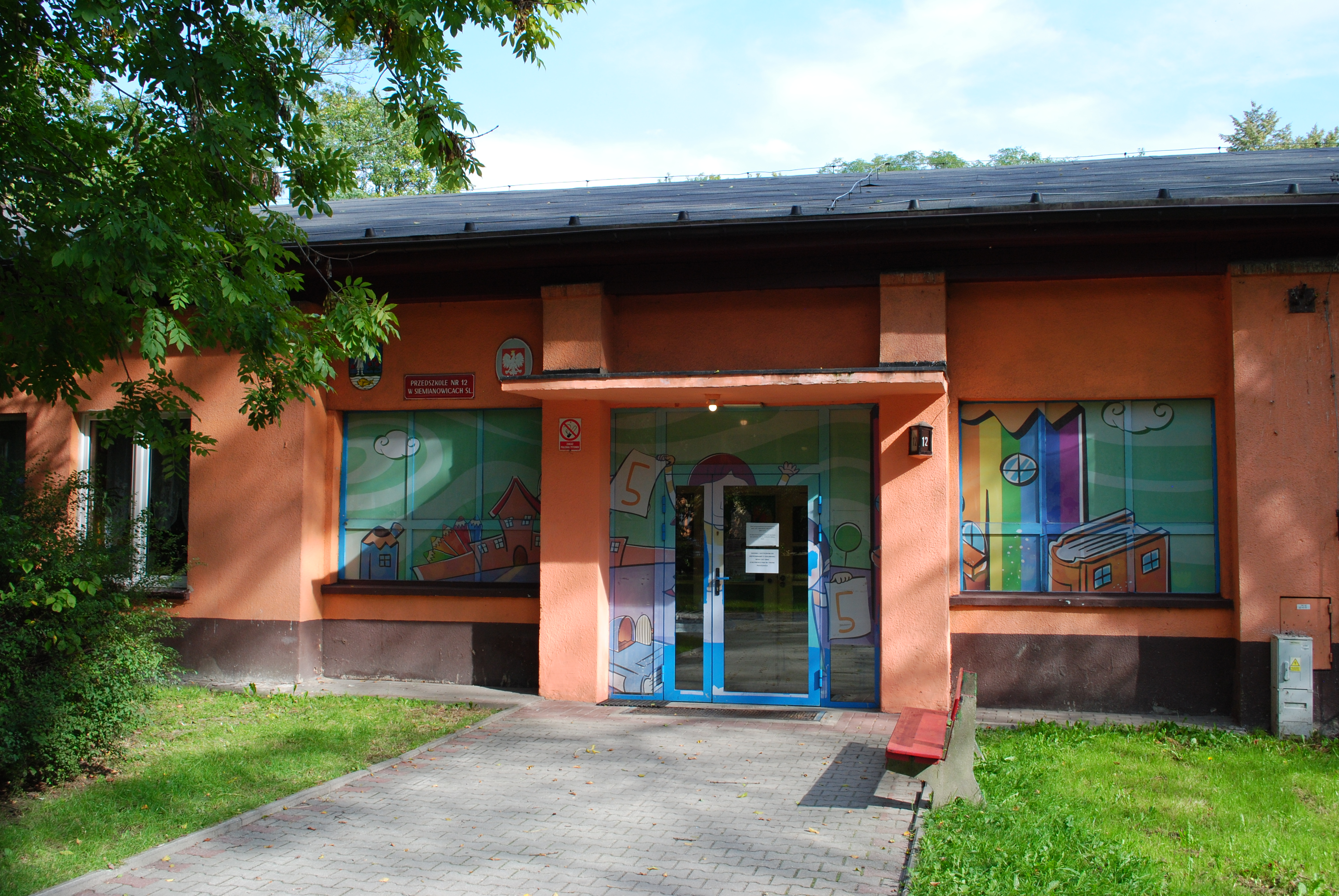
Budynek Przedszkola nr 12 pochodzący z lat 70. XX wieku

W 1951 roku Bytków i Michałkowice wraz z obecną ulicą Oświęcimską weszły w skład Siemianowic Śląskich. W czasach Polski Ludowej ulica nosiła już swoją obecną nazwę. Na terenie parku w latach 70. XX wieku na Kopalnia Węgla Kamiennego „Siemianowice” postawiła budynek przedszkola i przychodnię lekarską. Budynek przychodni w latach 90. XX wieku został wyburzony.
W 2009 roku opracowano koncepcję modernizacji ciągu ulic i skrzyżowań pomiędzy Bytkowem a granicą miasta z Piekarami Śląskimi, w ramach których zaplanowano m.in. zmiany konstrukcyjne nawierzchni dróg i przebudowę ważniejszych skrzyżowań, głównie na ronda. W ramach tych planów przewidziano m.in. rondo na skrzyżowaniu ulic: Kościelnej, E. Orzeszkowej, Oświęcimskiej i Maciejkowickiej. Na przełomie lutego i marca 2013 roku miasto Siemianowice Śląskie ogłosiło przetarg na budowę ronda. Realizację prac budowlanych rozpoczęto 9 kwietnia 2013 roku. Rondo dla ruchu samochodowego oddano do użytku 31 lipca 2013 roku. Łączny koszt prac wyniósł 2,7 mln złotych, a zostały one zrealizowane przez katowicką firmę Drogopol-ZW.
W 2015 roku zmodernizowano ulicę Oświęcimską na odcinku 0,5 km pomiędzy skrzyżowaniem z ulicą gen. W. Sikorskiego a skrzyżowaniem z ulicą Obrońców Warszawy. Koszt prac modernizacyjnych wyniósł blisko 197 tys. złotych. W kwietniu 2016 roku miasto Siemianowice Śląskie ogłosiło przetarg na wymianę nawierzchni asfaltobetonowej w wybranych miejscach, w tym na ulicy Oświęcimskiej pomiędzy budynkiem nr 6 a ulicą Bytkowską. Prace rozpoczęto 27 lipca 2016 roku i w pierwszej kolejności obejmowały wymianę krawężników drogowych i modernizację chodnika, a w późniejszym czasie wymianę nawierzchni jezdni. Prace modernizacyjne zakończono do połowy września tego samego roku. Prace te prowadzone na długości 0,26 km kosztowały około 194 tys. złotych. Na przełomie lipca i sierpnia 2017 roku zmodernizowano przejazd kolejowy znajdujący się na pograniczu ulicy Bytkowskiej i ulicy Oświęcimskiej.
W latach 2017–2018 przeprowadzono pierwszy etap modernizacji michałkowickiego „Zameczku”, obejmujący m.in. renowację elewacji, wymianę stolarki okiennej czy montaż iluminacji. W tym samym okresie zmodernizowano przylegające do „Zameczku” Planty Michałkowickie. Prace modernizacyjne na Plantach rozpoczęto w połowie czerwca 2017 roku. W ramach prac powstały nowe chodniki z nawierzchnią granitową i mineralną, przebudowano parking, wybudowano plac zabaw, a także postawiono elementy małej architektury, w tym m.in. fontannę chodnikową. W latach 2019–2020 prace renowacyjne pałacu Rheinbabenów obejmowały jego wnętrza, w tym oranżerię.
W 2018 roku na odcinku 600 metrów przebudowano nawierzchnię chodników wraz z zatoką autobusową po wschodniej stronie drogi pomiędzy michałkowickim rondem a obecnym rondem przy ulicy Samorządowców. W ramach budżetu obywatelskiego za 2019 roku na przejściu na pieszych na wysokości Przedszkola nr 12 zainstalowano sygnalizację świetlną. Koszt prac przy budowie sygnalizacji wyniósł około 228 tys. złotych. W 2020 roku na zachodniej części ulicy Oświęcimskiej, na wysokości osiedla Robotniczego zmodernizowano oświetlenie, w ramach których zamontowano nowe energooszczędne latarnie na nieoświetlonych do tej pory chodnikach na długości 460 metrów. Koszt prac wyniósł około 80 tys. złotych.
W trzecim kwartale 2019 roku w sąsiedztwie Parku Górnik rozpoczęto realizację osiedla Dębowy Park. Na osiedlu zaprojektowano budynki z czterema kondygnacjami nadziemnymi i jedną podziemną, w których zaplanowano łącznie 120 lokali mieszkalnych. W ramach prac zaplanowano również rewitalizację jednego z historycznych obiektów po dawnej szklarni. W maju 2020 roku trwała realizacja łącznie pięciu budynków. 
W połowie grudnia 2019 roku rozpoczęto prace nad budową łącznika pomiędzy ulicą Michałkowicką a ulicą Oświęcimską. W ramach prac m.in. zaprojektowano nowe rondo na ulicy Oświęcimskiej, a także wybudowano nowe chodniki i ścieżki rowerowe, kanalizację deszczową i oświetlenie drogi. Nowy łącznik uroczyście oddano do użytku 31 lipca 2020 roku.

## Obiekty historyczne i zabytkowe

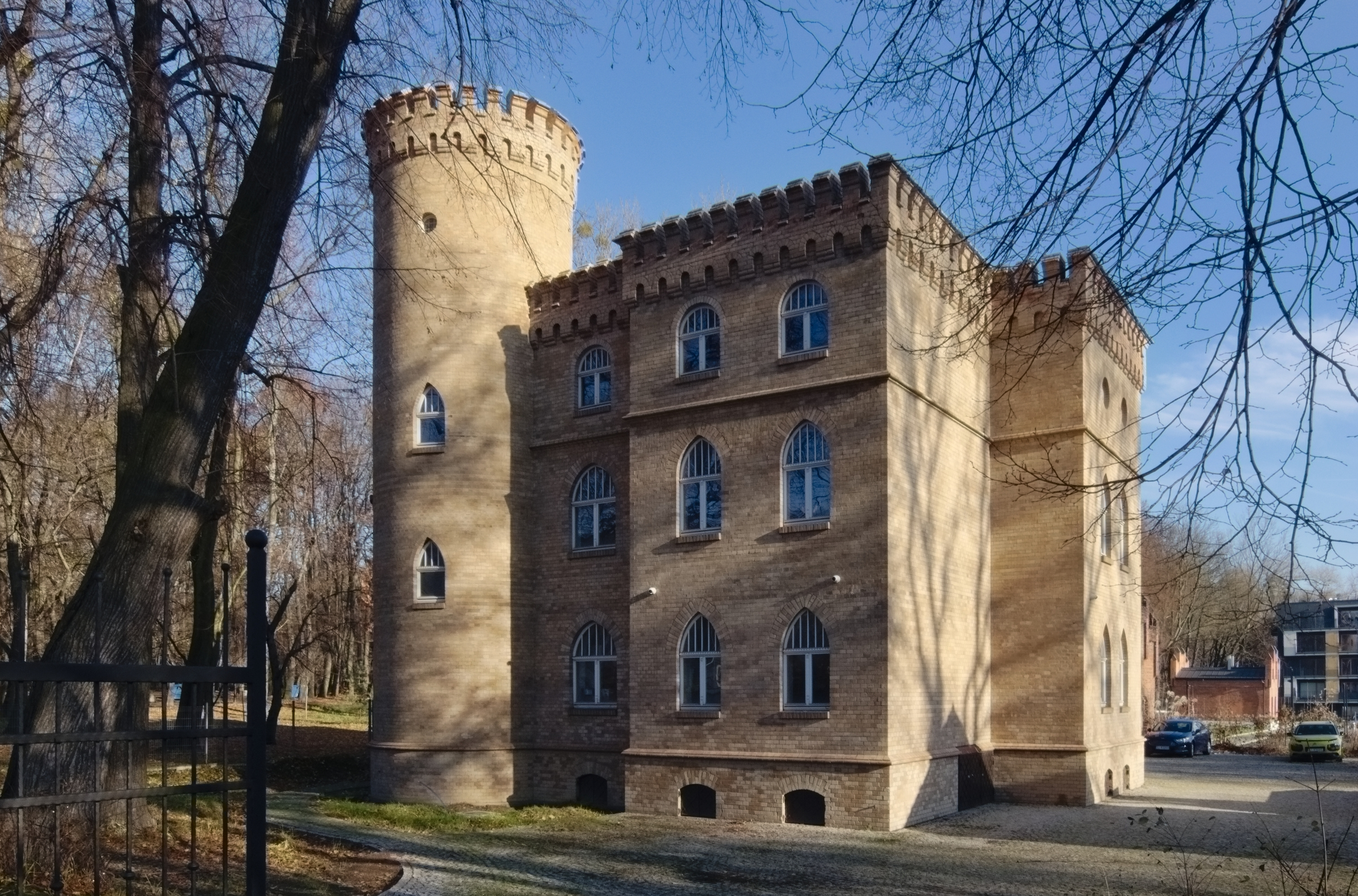
Zabytkowy dom ogrodnika przy pałacu Rheinbabenów

Przy ulicy Oświęcimskiej znajdują się następujące historyczne i zabytkowe obiekty, wpisane do gminnej ewidencji zabytków bądź do rejestru zabytków:
- Zespół pałacowo-folwarczny w Michałkowicach – kompleks wpisany do rejestru zabytków (nr rej.: A/1661/95 z 20 czerwca 1995 roku)[29], pochodzący z 1870 roku[30] i przełomu wieków XIX/XX, obejmujący następujące obiekty: pałac z oranżerią (pałac Rheinbabenów; ul. Oświęcimska 1; wybudowany w 1870 roku, przebudowany w 1907 roku, zmodernizowany w latach 2017–2020 roku[18]; wpisany do rejestru zabytków 9 listopada 1988 roku pod numerem: A/1379/88[29]), budynek gospodarczy, kotłownię, piwniczkę, park (obecnie Park Górnik)[31] oraz dom ogrodnika (ul. Oświęcimska 7; wpisany do rejestru zabytków – nr rej.: A/1379/88 z 5 listopada 1988 roku)[29],
- Dawna willa dyrektora kopalni „Michał” (ul. Oświęcimska 2)[32],
- Kamienica (ul. Oświęcimska 8)[33],
- Kamienica (ul. Oświęcimska 10)[33],
- Kamienica (ul. Oświęcimska 12)[33],
- Kamienica (ul. Oświęcimska 13)[33],
- Kamienica (ul. Oświęcimska 14)[33],
- Kamienica (ul. Oświęcimska 16)[33].

## Gospodarka i instytucje
Do systemu REGON na początku listopada 2021 roku zostało wpisanych łącznie 25 aktywnych podmiotów zarejestrowanych przy ulicy Oświęcimskiej, w tym m.in.: placówki medyczne, firmy handlowo-usługowe, sklepy wielobranżowe i inne. Swoją siedzibę mają tu też następujące instytucje i stowarzyszenia:
- SCK Zameczek (ul. Oświęcimska 1)[35],
- Stowarzyszenie Rewitalizacji Rzeki Brynicy (ul. Oświęcimska 1)[36],
- Przedszkole nr 12 w Siemianowicach Śląskich (ul. Oświęcimska 3)[37].